# Espíritu del pueblo

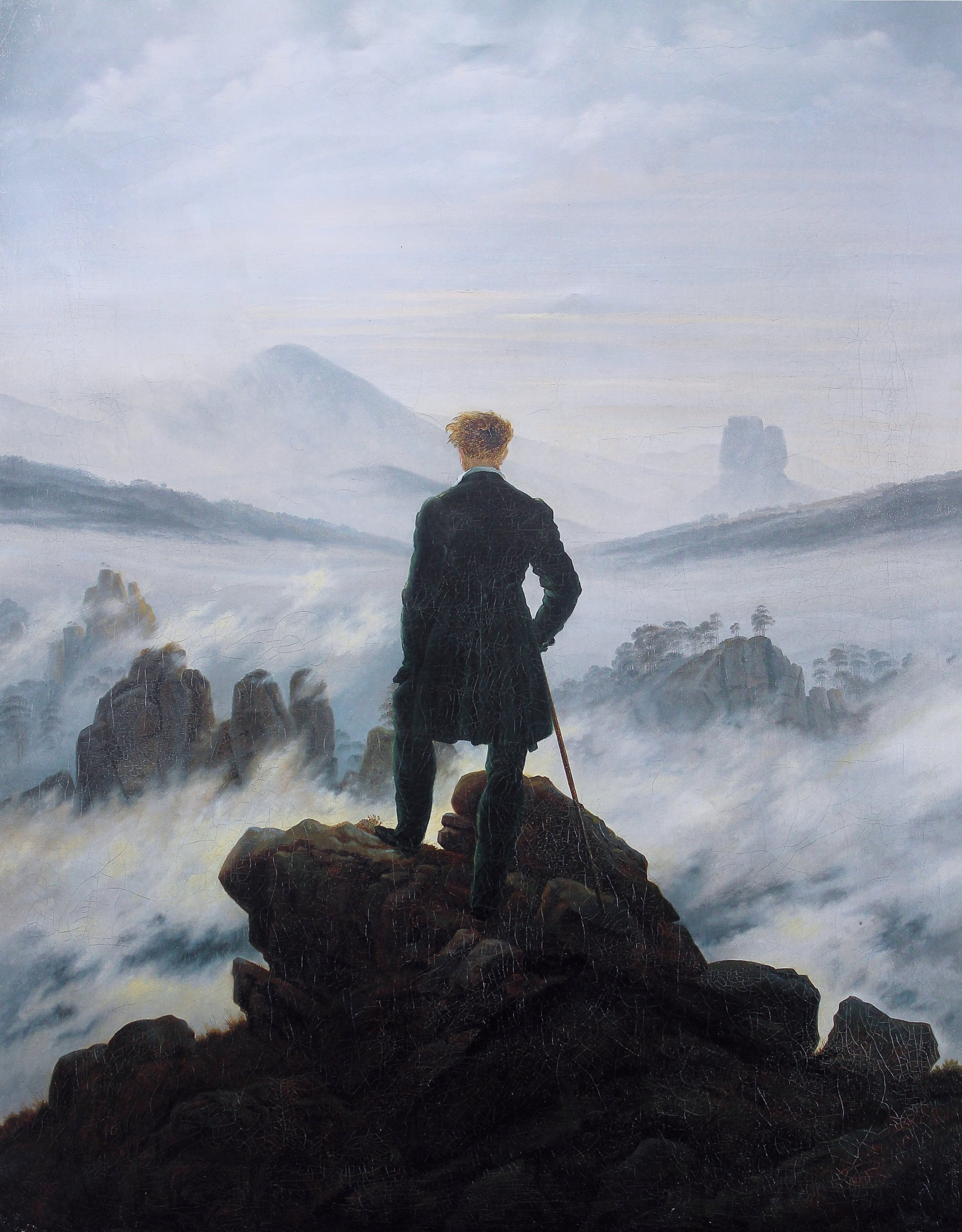
El caminante sobre el mar de nubes de Caspar David Friedrich ha sido considerada como una de las obras maestras y más representativas del romanticismo. Se ha hecho una interpretación política y nacionalista de esa obra. En efecto, durante las guerras napoleónicas se logró cierta unificación de los Estados alemanes, perdida después del Congreso de Viena. Friedrich expresaría la espera de una Alemania libre y mejor. El caminante podría ser un caído en las guerras de liberación (1813-1815). Por ser un símbolo político, viste la típica levita alemana, prohibida en 1818.

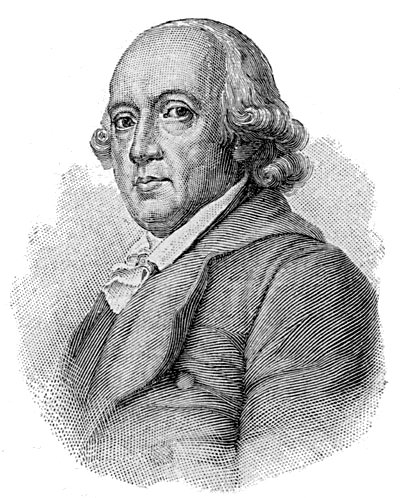
Johann Gottfried Herder

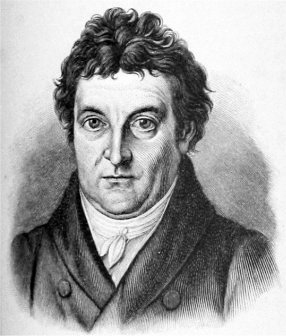
Johann Gottlieb Fichte

El espíritu del pueblo (en alemán, Volksgeist) o espíritu nacional es un concepto propio del nacionalismo romántico, que consiste en atribuir a cada nación unos rasgos comunes e inmutables a lo largo de la historia.

## Origen y expansión del concepto
Aunque algunos pensadores ilustrados (Voltaire, Rousseau) compartían la idea de que distintas naciones tienen distintas personalidades, y podemos encontrar en L'esprit des lois / El espíritu de las leyes (XIX, 4) de Montesquieu que «el espíritu nacional» o «espíritu de una nación» resultante de diversos factores (clima, religión, costumbres, etc.) origina un tipo específico y distintivo de derecho para cada nación contrario al derecho natural universal, el origen del concepto de Volksgeist nace con el prerromanticismo alemán, en especial en las obras de Johann Gottlieb Fichte y sobre todo de Johann Gottfried Herder. Frente al cosmopolitismo ilustrado, Herder defiende la existencia de naciones independientes y diferenciadas, a cada una de las cuales les corresponden unos rasgos constitutivos inmutables (culturales, raciales, psicológicos...) que por lo tanto son ahistóricos, anteriores y superiores a las personas que forman la nación en un momento determinado.
La idea del Volksgeist de Herder fue posteriormente adoptada por el movimiento romántico primitivo y reaccionario, en especial por los hermanos Friedrich y Wilhelm von Schlegel, quienes adaptaron esta idea al estudio de las lenguas, la literatura y el arte. Como resultado, los hermanos Schlegel negaron la existencia de unas normas artísticas y literarias universales, como defendía el Neoclasicismo, y dieron importancia a aquellos géneros y elementos en los que, según su punto de vista, se observaba con mayor claridad el espíritu propio de cada nación. A ellos se debe, por ejemplo, la revalorización de la épica antigua medieval, así como del teatro de Shakespeare o Calderón de la Barca, rechazados durante el siglo anterior por no atenerse a las normas aristotélicas.
El Volksgeist para Herder:

Puesto que el hombre nace de una raza y dentro de ella, su cultura, educación y mentalidad tienen carácter genético. De ahí esos caracteres nacionales tan peculiares y tan profundamente impresos en los pueblos más antiguos que se perfilan tan inequívocamente en toda su actuación sobre la tierra. Así como la fuente se enriquece con los componentes, fuerzas activas y sabor propios del suelo de donde brotó, así también el carácter de los pueblos antiguos se originó de los rasgos raciales, la región que habitaban, el sistema de vida adoptado y la educación, como también de las ocupaciones preferidas y las hazañas de su temprana historia que le eran propias. Las costumbres de los mayores penetraban profundamente y servían al pueblo de sublime modelo
J. G. Herder Ideas para una Filosofía de la Historia de la Humanidad 1784-91

El Volksgeist para Fichte:

He ahí con toda claridad y plenamente expresada nuestra descripción del pueblo alemán. Su rasgo distintivo es la creencia en algo primario, absoluto, original que existe en el hombre mismo, en la libertad y el progreso moral infinitos, en el perpetuo perfeccionamiento de nuestra raza; en todo lo cual no creen los otros pueblos y aún les parece ser evidente todo lo contrario. Los que viven de una vida creadora, los que dejan a un lado la nada cuando otra cosa no pueden hacer, y esperan a que se adueñe de ellos una vida creadora; que, aun sin llegar tan lejos, por lo menos aspiran a la libertad, amándola, en vez de temblar ante ella, todos esos son hombres primitivos, y si se estudia, se les considera como a una colectividad, forman un pueblo primitivo (Urvolk): el pueblo alemán en una palabra.
J. G Fichte: Discursos a la nación alemana

Por su lado, Johann W. von Goethe, miembro del movimiento Sturm und Drang, se opuso al racionalismo de la Ilustración y proclamó la libertad del sentimiento, al tiempo que asumió la tradición alemana. Goethe trató de buscar una síntesis entre el germanismo y el humanismo. Ernst Moritz Arndt, poeta nacionalista alemán, señaló como misión de los jóvenes alemanes la búsqueda de una unidad nacional y entendió a la nación como una comunidad cultural (combinando ideas del clasicismo e ilustración), como una comunidad de destino (bajo la influencia del romanticismo) y como una comunidad política, es decir, un conjunto de hombres libres que se congregan en torno a un Estado (inspirado en el modelo nacional francés).

## El «espíritu del pueblo» en España
El concepto de Volksgeist fue introducido en España por Juan Nicolás Böhl de Faber, en obras como Reflexiones de Schlegel sobre el teatro, traducidas del alemán (1814), así como en sus artículos en el Mercurio Gaditano en esa misma época, en los que defiende, empleando los conceptos e incluso las palabras de Schlegel, la obra dramática de Calderón de la Barca. Frente a esta postura se situaron José Joaquín de Mora y, menos ardientemente, Antonio Alcalá Galiano, cercanos al liberalismo político y contrarios por lo tanto a la introducción del romanticismo conservador representado por Böhl de Faber.
Con el transcurso de los años, sin embargo, las ideas introducidas por el hispanoalemán se hicieron dominantes en toda Europa, de forma que incluso sus iniciales detractores terminaron por asumirlas. La idea de Volksgeist o espíritu del pueblo impregnó la escasa filosofía de distintos sectores del costumbrismo y pasó así a formar parte de las ideas centrales del naciente nacionalismo español, especialmente en su variante tradicionalista, y puede ser detectado en la historiografía de la época, así como en la historiografía literaria, representada por ejemplo por José Amador de los Ríos en su Historia crítica de la literatura española (1861-65).